# Sanger
 For alternative betydninger, se Sanger (flertydig). (Se også artikler, som begynder med Sanger)
En sanger er enhver der synger, men udtrykket bruges mest om sangere af profession eller uddannelse. En kvindelig sanger kaldes en sangerinde.
En sangers stemme kategoriseres i forbindelse med klassisk musik i de fire hovedstemmer: 
- Sopran
- Alt
- Tenor
- Bas.

Mellem hver af de fire hovedstemmer findes en senere kategoriseret stemme:
- Mezzosopran
- Kontratenor
- Baryton

## Klassisk sanger
Den klassiske europæiske sangtradition har nogle af de mest teknisk trænede sangere. Opera er her den væsentligste genre, og der kræves dertil ofte et vist skuespiltalent. Af danske sangere kan nævnes Lilian Weber Hansen og af udenlandske sangere Jussi Björling.

## Jazzsanger
Jazzsangeren synger ofte med et big band eller et mindre ensemble. Som i jazzmusik i øvrigt er improvisationen det vigtigste, og sangerens personlige stil er derfor meget væsentlig.

## Visesanger
Visesangere varierer meget efter hvilken visetradition de tilhører. Ofte er viser folkelige sange fremført med enkle midler.